# Accipiter virgatus
Lo sparviero besra (Accipiter virgatus (Temminck, 1822)) è un uccello rapace della famiglia degli Accipitridi originario della regione orientale.

## Descrizione

### Dimensioni
Misura 24–36 cm di lunghezza, per un peso di 83-140 g nei maschi e di 131-215 g nelle femmine; l'apertura alare è di 50–65 cm.

### Aspetto
Questo rapace di medie dimensioni e dalle ali brevi è piuttosto simile allo shikra (Accipiter badius), dal quale è distinguibile per la striscia nera che orna il centro della gola. Nel maschio adulto, le piume delle parti superiori sono di colore grigio-ardesia scuro con evidenti basi bianche a livello della nuca. La coda grigia, dotata di 3 o 4 bande nerastre, ha l'estremità squadrata. Le parti inferiori, il mento e la gola sono biancastri con una larga striscia mediana nera e due mustacchi appena delineati. Il petto e i fianchi sono rossi. La parte bassa del petto e l'addome sono a volte barrati di rosso. Nella femmina, le parti superiori variano dal bruno-cioccolato scuro al nero ardesia sul cappuccio e sulla nuca. Le parti inferiori sono identiche a quelle del maschio. Negli immaturi, le piume delle parti superiori sono di colore marrone scuro con i margini rossi. La parte inferiore è bianca con lunghe strisce marroni sul petto e sull'addome e delle barre sui fianchi. La coda può presentare fino a 5 bande trasversali nere. L'iride è di colore giallo dorato o giallo-arancio negli adulti, ma di colore grigio o grigio-bianco nei giovani. Il becco è grigio ardesia con la punta nera. La cera è giallo-limone. Le zampe e i piedi presentano una colorazione giallo brillante. Questa descrizione si riferisce alla razza affinis, diffusa nel nord dell'India e in Nepal. La razza besra, che vive a Ceylon e nella parte meridionale della penisola indiana, è abbastanza simile, ma il suo piumaggio presenta una tinta più chiara e dimensioni leggermente inferiori (29–34 cm).

### Voce
A parte sapere che è molto rumoroso quando si trova vicino al nido, abbiamo poche informazioni riguardo alla comunicazione di questo uccello. Tuttavia, la razza meridionale besra emette un tchiou tchiou tchiou strillante che ripete più e più volte a un ritmo veloce. Non abbiamo nessuna informazione per quanto riguarda le altre sottospecie.

## Biologia

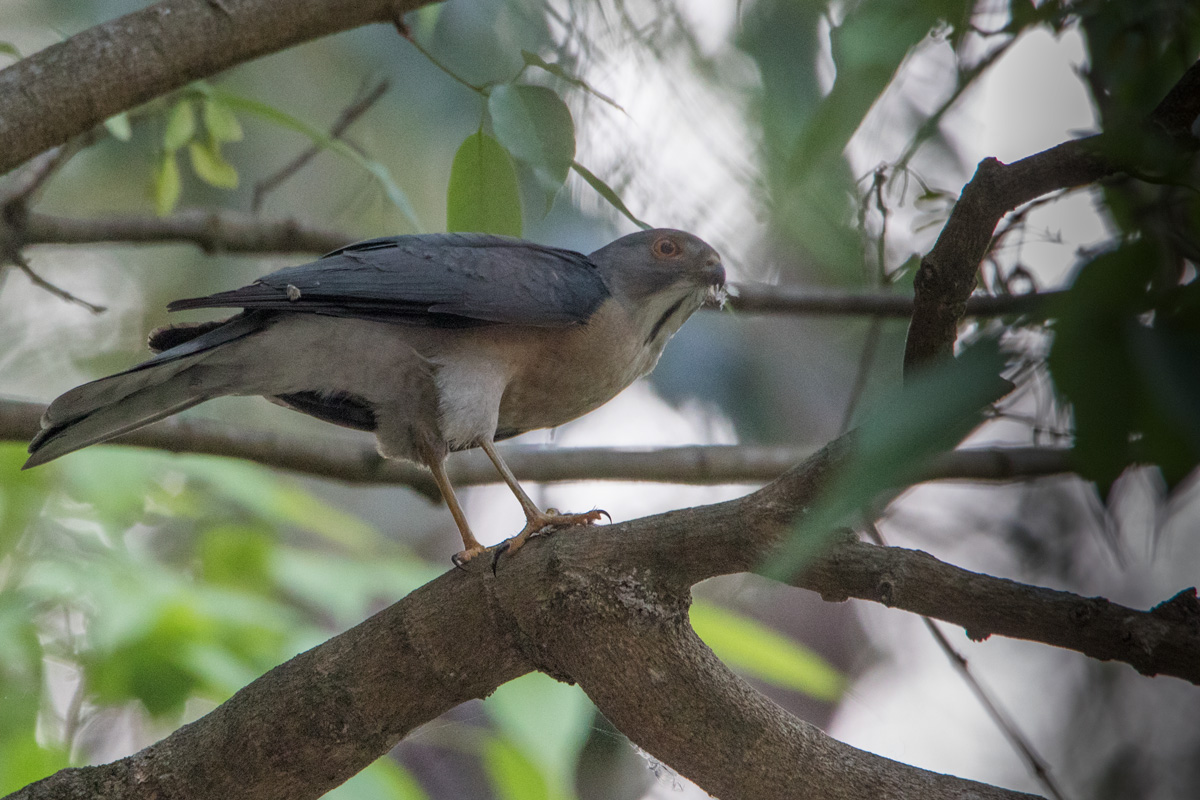
Un esemplare a Sattal (India).

Gli sparvieri besra sono uccelli difficilmente osservabili: in estate si appollaiano spesso tra il fitto fogliame e diventano davvero visibili solo quando si posano sui rami di grandi alberi ai margini della foresta. Questi uccelli hanno un comportamento molto simile a quello degli shikra, anche se occupano un habitat molto diverso, in quanto preferiscono gli alberi caratterizzati da una chioma molto fitta. Prima di atterrare, procedono con un volo abbastanza simile a quello delle tortore. Quando inseguono una preda, invece, battono le ali molto rapidamente. Sono volatori molto abili, in grado di zigzagare o di effettuare avvitamenti per evitare un ostacolo. La grande velocità talvolta permette loro di catturare prede particolarmente sfuggenti come il rondone delle palme africano (Cypsiurus parvus). In inverno, frequentano habitat più aperti, in aree pianeggianti meno boscose.

### Alimentazione
Gli sparvieri besra catturano principalmente piccoli uccelli, tra cui possiamo segnalare i barbetti, i bulbul, i tordi, i passeri, le cince e le silvie. Sul terreno al di sotto dei nidi, oltre a quelli degli uccelli, sono stati trovati anche resti di scoiattoli volanti, topi e pipistrelli. Figurano sul menu anche lucertole e insetti. La femmina, più grande del maschio, è in grado di abbattere pernici, piccioni, quaglie e persino beccacce. Il maschio, di taglia più modesta, deve accontentarsi di storni rosei, maine e zigoli. Grazie alla sua velocità, abilità e resistenza, alcuni falconieri considerano lo sparviero besra uno degli animali di maggior successo con cui cacciare.

### Riproduzione
Nel nord dell'India, la stagione di nidificazione ha luogo da marzo a giugno, principalmente in aprile e maggio. A Ceylon e nella penisola indiana essa ha grosso modo le stesse tempistiche, anche se è di durata leggermente inferiore. Il nido, una piattaforma costruita con pezzi di legno, è situato tra il fitto fogliame di un cedro dell'Himalalaya (déodar), tra 15 e 25 metri al di sopra del suolo. A tal scopo possono essere usati anche altri alberi che crescono generalmente sul bordo di un precipizio o si affacciano su un burrone. Sono spesso occupati o usurpati i vecchi nidi di cornacchia beccogrosso (Corvus macrorhynchos) o di altri corvidi.
La covata comprende da 3 a 5 uova di aspetto molto bello, che non possono essere scambiate per quelle di altre specie di sparviero. Hanno forma arrotondata e colore variabile. Il più delle volte, sono di colore bianco-bluastro con macchie, marezzature e schizzi bruno-rossastri sulla parte più larga del guscio. La loro dimensione media è di 38 millimetri per 30. Entrambi i genitori collaborano alle cure parentali, ma la durata dell'incubazione è sconosciuta.

## Distribuzione e habitat
Gli sparvieri besra sono presenti nelle zone caratterizzate da piccoli arbusti la cui chioma forma una volta continua. Questi uccelli vivono anche nei boschetti di latifoglie, nelle foreste di conifere e in zone boscose di ogni tipo. Al di fuori della stagione di nidificazione, frequentano le zone umide, le mangrovie e i terreni agricoli e si insediano non lontano dagli allevamenti ittici. Nel Sabah (Borneo settentrionale) possono essere avvistati nelle radure ai bordi delle strade e nelle foreste di montagna. La razza affinis del nord dell'India risiede tra 1000 e 2000 metri, ma in inverno scende verso le colline e le pianure adiacenti. La razza meridionale besra mostra una chiara preferenza per le fitte foreste tra i 600 e i 1200 metri di altitudine.
Lo sparviero besra vive nel Sud-est asiatico. Il suo areale copre l'India settentrionale, la Cina meridionale e centrale, l'Indocina e la penisola indiana fino a Ceylon, la penisola malese, le Piccole Isole della Sonda e le Filippine.

## Tassonomia
Vengono ufficialmente riconosciute dieci sottospecie:
- A. v. affinis Hodgson, 1836, diffusa sulle colline pedemontane dell'Himalaya dal Pakistan nord-orientale e dal Kashmir all'India settentrionale (Uttarakhand) e al Nepal, fino alla Cina centrale e meridionale ad est e ad Hainan e al Sud-est asiatico a sud;
- A. v. fuscipectus Mees, 1970, diffusa sulle montagne di Taiwan;
- A. v. besra Jerdon, 1839, diffusa nell'India sud-occidentale e nello Sri Lanka e, probabilmente, anche nell'India sud-orientale;
- A. v. vanbemmeli Voous, 1950, diffusa a Sumatra;
- A. v. rufotibialis Sharpe, 1887, diffusa nelle regioni settentrionali del Borneo;
- A. v. virgatus (Temminck, 1822), diffusa a Giava e a Bali;
- A. v. quinquefasciatus Mees, 1984, diffusa a Flores (Piccole Isole della Sonda);
- A. v. abdulalii Mees, 1981, diffusa nelle isole Andamane e, forse, nelle isole Nicobare;
- A. v. confusus Hartert, 1910, diffusa nelle Filippine settentrionali e centrali (Luzon, Catanduanes, Mindoro, Panay, Negros);
- A. v. quagga Parkes, 1973, diffusa nelle Filippine sud-orientali (Samar, Biliran, Leyte, Cebu, Bohol, Siquijor, Mindanao).

## Conservazione
Lo sparviero besra occupa un areale relativamente vasto (superiore a 4 milioni di chilometri quadrati). Principalmente per questo motivo, non è considerato in pericolo di estinzione. La popolazione complessiva (formata da circa 100.000 uccelli) sembra essere in lieve declino, pertanto beneficia di apposite misure di protezione in Cina.